# Битка за Борач (1942)
Битка за Борач (1942) била је победа херцеговачких партизана над снагама НДХ.

## Позадина
Борач је предео са више насеља у пределу извора реке Неретве. У првој половини 1942. био је једно од најјачих усташких упоришта у источној Херцеговини, одакле су усташе вршиле испаде у околне крајеве, терорисале српски живаљ и угрожавале везу између ослобођених крајева Херцеговине, Босне и Црне Горе. Стога је Врховни штаб НОВЈ половином фебруара 1942. наредио Оперативном штабу за Херцеговину и Оперативном штабу за Калиновик да се усташке снаге у Борачу ликвидирају. Спољну одбрану Борача усташе су организовале групним поседањем више утврђених насеља и доминирајућих висова, са којих су бранили прилазе ка унутрашњости, где су за одбрану нарочито утврдили села Мједеник и Шиповицу.

## Супротстављене снаге
Борач је бранило око 1.200 усташа. У нападу су учествовали партизански одреди под командом Оперативних штабова за Херцеговину и Калиновик и један батаљон Друге пролетерске бригаде: око 2.000 борца, 1.400 пушака, 37 пушкомитраљеза, 7 митраљеза, неколико минобацача и два брдска топа.

## Битка
По плану Врховног штаба, партизанске јединице напале су у зору 17. априла и до подне заузеле села: Јабуку, Горњу и Доњу Луку, Журовиће, Шумиће, Бундиће, Содере, Шиповицу (осим жандармеријске станице), Меличиће и Стамбелиће, а Мједеник опколиле. Усташе су пружале огорчен отпор, али у наставку борби до 17 часова заузете су све брањене тачке, осим Мједеника и Почеља. Најжешће борбе вођене су на Бабиној Глави, у селима Шиповици, Лончарима и на Почељу, који је заузет тек 18. априла у 2 часа. Тог јутра, после трећег јуриша, сломљен је и последњи отпор усташа у Мједенику.

## Последице
Главнина усташких снага извукла се ка Коњицу, али их је погинуло 180. Разбијене усташе нису гоњене преко Улога ка Бјелимићима, како је планом Врховног штаба било предвиђено, те им је то помогло да избегну већи пораз. У борбама су насеља у Борачу потпуно уништена. Партизанске јединице имале су 45 погинулих и 89 рањених. Ликвидација усташа у Борачу помогла је развој устанка у Херцеговини, што се нарочито одразило касније, у трећој, четвртој и петој непријатељској офанзиви.